# Munk Jakab
Munk Jakab, Miklós Jakab (Knezics, 1846. június 23. – 1908 után?) orvosdoktor.

## Pályafutása
Gimnáziumi tanulmányait a Pozsonyi Evangélikus Líceumban 1866-ban, az orvosit a Bécsi Egyetemen 1872-ben végezte, ahol mint tanársegéd a poliklinikán 1873 végéig a szemészeti osztály alkalmazásában állt. 1874-től 1884-ig mint gyakorló- és körorvos Aranyosmaróton működött. 1885-től kórházi és pályaorvos volt Dunaszerdahelyt. 1895 szeptemberében Budapesten letette a tiszti orvosi vizsgát; volt honvédfőorvos, a kerületi betegsegélyző pénztár orvosa. Munk családi nevét 1908-ban Miklósra változtatta.
Cikkei a Wiener medizinische Pressében (1878. Über wirkliche und simulirte Katalepsie, 1880. Zur Untersuchung Wehrpflichtiger, Über Maden in Wunden und Höhlen des menschlichen Körpers, Beitrag zur Behandlung des Keuchhustens); az Internationale Klinische Rundschauban (1888. Ein Fall von penetrirender Verwundung des Auges durch explodirtes Schussmaterial, Cocain, Antipyrin und Creolin in der Praxis, Zur Behandlung mit Creolin); a Magyar orvosok és termászetvizsgálók Munkálataiban (1890. Visszapillantás az antisept. gyógykezelésre); Der ärtzliche Praktikerben (Berlin, 1895. Noch einmal Lysol und Creolin); az Aerzt. Centr-Arz.-ben (1897. Über den therapeutischen Werth einiger Ersatzmittel für Jodoform mit besonderer Berücksichtigung des Tannoformes; Über ein neues Ersatzmittel für Morphin, 1898. Creolin und seine Cardinalfehler); a Comptes, Rendus du XII. Congrès international de Medicine, Moscou 1897. c. munkában (Moscou, 1900. Sur la gangrénes spontanée).

## Művei
- Thyreoditis esete. Budapest, 1895. (Különnyomat a Gyógyászatból).
- Néhány jodoformpótló szernek therapeutikus értékéről, különös tekintettel a tannoformra. Budapest, 1898. (Különnyomat az Orvosi Hetilapból).
- A dormiol. Budapest, 1901. (Különnyomat az Orvosi Hetilapból).
- Hymul alkalmazhatóságáról a sebészetben. Budapest, 1902. (Különnyomat az Orvosi Hetilapból).